# Antonio Bernabéu
Antonio Bernabéu Yeste (Almansa, 19 aprile 1890 – Madrid, 1967) è stato un calciatore e avvocato spagnolo.
Fratello del più noto Santiago Bernabéu, studente borsista del Collegio di Spagna di via Saragozza a Bologna, fu tra i fondatori del Bologna. I dati tutt'oggi disponibili lo danno come marcatore della quinta partita della storia del Bologna giocatasi il 19 febbraio 1911 Verona-Bologna 1-4. Terminati gli studi, fece ritorno in Spagna nel 1912.

## Palmarès

### Club

#### Competizioni regionali
- Terza Categoria: 1

Bologna: 1909-1910